# 121-ша окрема бригада територіальної оборони (Україна)
121-ша окрема бригада територіальної оборони (121 ОБрТрО, в/ч А7049) — кадроване формування Сил територіальної оборони Збройних сил України у Кіровоградській області. Бригада перебуває у складі Регіонального управління «Південь» Сил ТрО.

## Історія
25 вересня 2018 року розпочалися збори резервістів.
З 13 по 19 травня 2019 року відбулися навчання з управлінням окремої бригади та батальйонами територіальної оборони. Близько 160 осіб під керівництвом досвідчених інструкторів вдосконалювали свої навики володіння зброєю, а також покращували військові знання та вміння.
В грудні 2022 року бригада отримала бойовий прапор.
Вночі 22 липня 2023 року над Кіровоградщиною військовослужбовці 174-го окремого батальйону знищили ворожий дрон-камікадзе.

## Структура
- управління (штаб)
- 3-й батальйон[4]
- 174-й батальйон територіальної оборони (Кропивницький)[5][6]
- 175-й батальйон територіальної оборони (Олександрія)
- 176-й батальйон територіальної оборони (Голованівськ)
- 177-й батальйон територіальної оборони (Бобринець)
- 178-й батальйон територіальної оборони (Новоукраїнка)
- 179-й батальйон територіальної оборони (Світловодськ)
- рота контрдиверсійної боротьби
- інженерно-саперна рота
- рота зв'язку
- рота матеріально-технічного забезпечення
- мінометна батарея

## Командування
- підполковник Дмитро Заворотнюк (2018—2022)[7][8]

- полковник Задорожний Сергій Іванович (2022—т.ч.)[9]

## Втрати

### 2022
- 21 червня 2022, Мельстер Ольга Володимирівна, солдат, загинула в Луганській області.
- 21 червня 2022, Мельстер Тарас Юрійович, солдат, загинув в Луганській області.

### 2023
- 9 листопада 2023 — П'ята Олександр Анатолійович. солдат, водій-електрик, 175 ОБ. Загинув біля Великої Новосілки [10]

### 2024
- 5 січня 2024 — Куртушан Олег («Кетя»). 48 років, м. Новоукраїнка. Під час виконання бойового завдання він переправляв на човні Дніпром побратимів, коли ворог зробив скид з безпілотника в районі села Кринки [11].
- 5 січня 2024 — Бочаров Дмитро Юрійович, "Жовтий" м. Новоукраїнка. Під час виконання бойового завдання, переправляв побратимів річкою Конка до села Кринки, ворожий дрон вразив хлопців що знаходились на катері.
- 22 лютого 2024 — Федченко Сергій Сергійович [12]
- 9 листопада 2024 — Кваснікевич Сергій Миколайович. Солдат, гранатометник стрілецької роти. Загинув в районі села Роботине [13]